# Russian River (Californië)

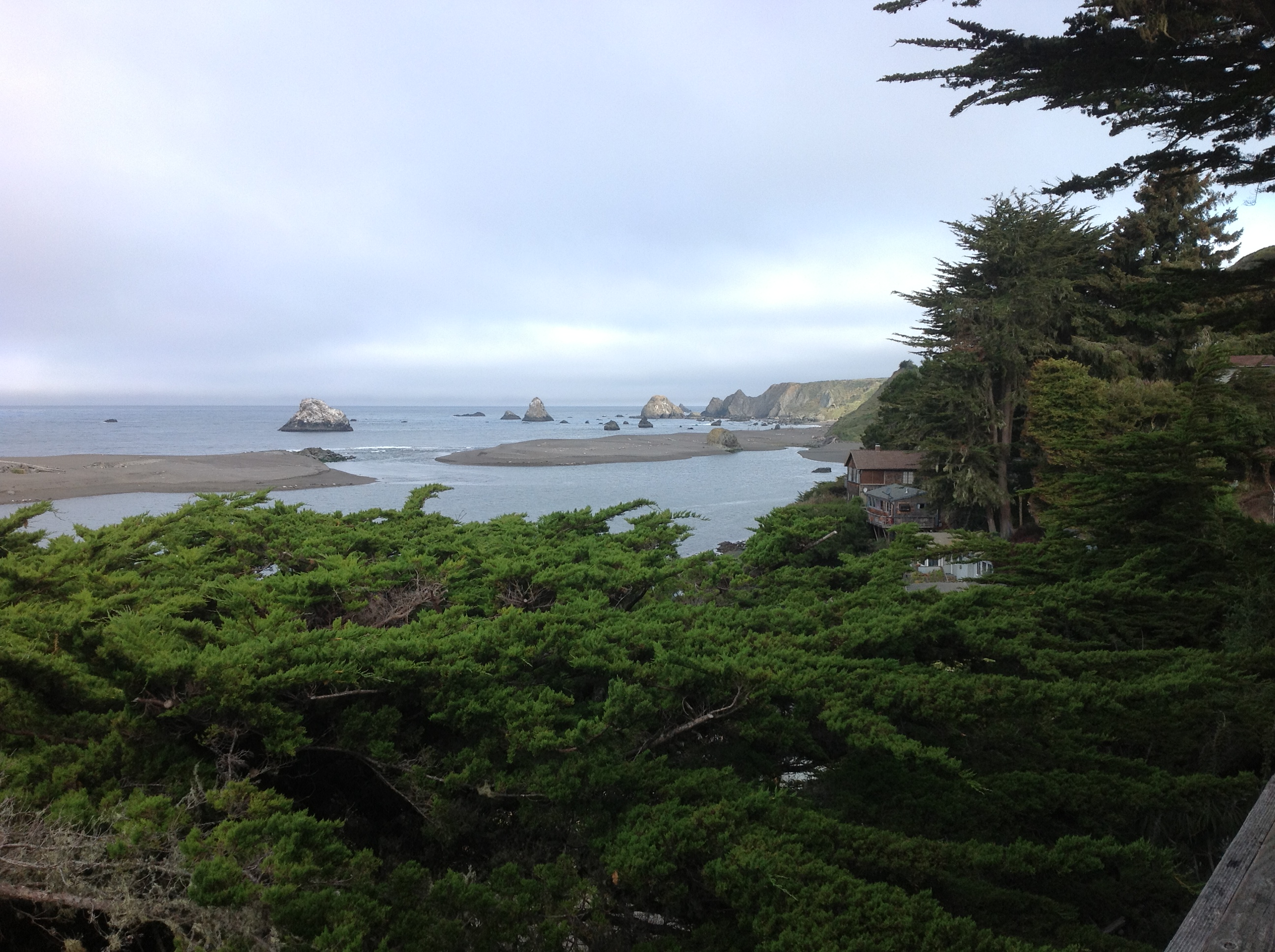
Monding Russian River.

De Russian River is een rivier in het noorden van de Amerikaanse staat Californië. Het stroomgebied van de Russian River heeft een oppervlakte van 3.846 km2 en beslaat vooral het gebied van Mendocino County en Sonoma County. De rivier is 177 kilometer (110 mijl) lang en stroomt voor het grootste gedeelte van haar lengte naar het zuiden. Bij Mirabel Park buigt ze af naar het westen en mondt bij het dorpje Jenner in de Grote Oceaan uit.

## Naam
Onder de Zuidelijk Pomo-indianen was de rivier oorspronkelijk bekend als Ashokawna ("water van het oosten") of Bidapte ("grote rivier"). De rivier is vernoemd naar de Russische pelsjagers die de rivier in het begin van de 19e eeuw verkenden. De Russen stichtten een handelspost, Fort Ross, 16 km ten noorden van de monding van de rivier. De Russen zelf noemden de rivier de Slavjanka.

## Verloop
De Russian River ontspringt ongeveer 8 km ten oosten van Willits, om richting het zuiden te stromen langs Redwood Valley en Calpella, waar de U.S. Route 101 langs de rivier loopt. Een zijtak, die de East Fork Russian River genoemd wordt, mondt ten zuiden van het stuwmeer Lake Mendocino in de hoofdrivier uit. De Russian River stroomt dan verder naar het zuiden langs Ukiah en Hopland, om ten noorden van Cloverdale Sonoma County binnen te stromen. De rivier stroomt vervolgens langs Asti en Geyserville door de Alexander Valley. De Russian River loopt daarna langs Healdsburg, om daarna naar het westen te gaan stromen langs Forestville, Rio Nido, Guerneville, Monte Rio en Duncans Mills, om ten slotte bij Jenner in de oceaan uit te monden.
De benedenloop van de Russian River is in de zomer bij toeristen populair om in te zwemmen of op te varen. In de winter is de stroming sterker en het water modderig. Het dal van de rivier in Sonoma County is een wijngebied, dat bekendstaat onder de naam Russian River Valley AVA.

## Rol bij watervoorziening
De rivier speelt een belangrijke rol bij de regionale watervoorziening. Twee dammen zijn in de rivier aangelegd waarachter het water wordt vastgehouden. De dammen en meren van noord naar zuid zijn:
- In de East Fork Russian River ligt de Coyote Dam met daarachter Lake Mendocino.[1] Lake Mendocino werd in 1959 aangelegd. Het ontvangt water uit een gebied van circa 270 km2 (105 vierkante mijl) groot.
- Ongeveer 22 kilometer (14 mijl) ten noordwesten van Healdsburg ligt sinds 1984 de Warm Springs Dam met Lake Sonoma.[1] Warm Springs Dam is tevens een waterkrachtcentrale. De opgewekte elektriciteit wordt geleverd aan het nutsbedrijf Pacific Gas and Electric Company. De dam ligt op de plaats waar de Warm Springs Creek en Dry Creek bij elkaar komen.

Lake Mendocino en Lake Sonoma leveren vooral drinkwater en water aan de landbouw en industrie. Zij zorgen ook voor een minimaal waterniveau in de rivier ten behoeve van de recreatie en de zalmtrek.